# Rumea tigris
Rumea tigris är en insektsart som beskrevs av Chamorro Rengifo och Lopes-andrade 2009. Rumea tigris ingår i släktet Rumea och familjen syrsor. Inga underarter finns listade i Catalogue of Life.